# Skostaden
Skostaden är en hänvisning till Örebro, en stad i Sverige som historiskt har varit centrum för skoindustrin. Under början av 1900-talet blev Örebro känt som "Skostaden" på grund av dess roll inom tillverkning av skor, och vid mitten av 1900-talet var en tredjedel av alla personer sysselsatta inom industrin med skotillverkning. Järnvägar och tillgången på skinnberedning gynnade Örebros utveckling som skoindustrins centrum.
Under sin glansperiod hade staden ett stort antal skofabriker och sysselsatte tusentals arbetare, och i länet var 2 300 sysselsatta inom skoindustrin.